# Trajan

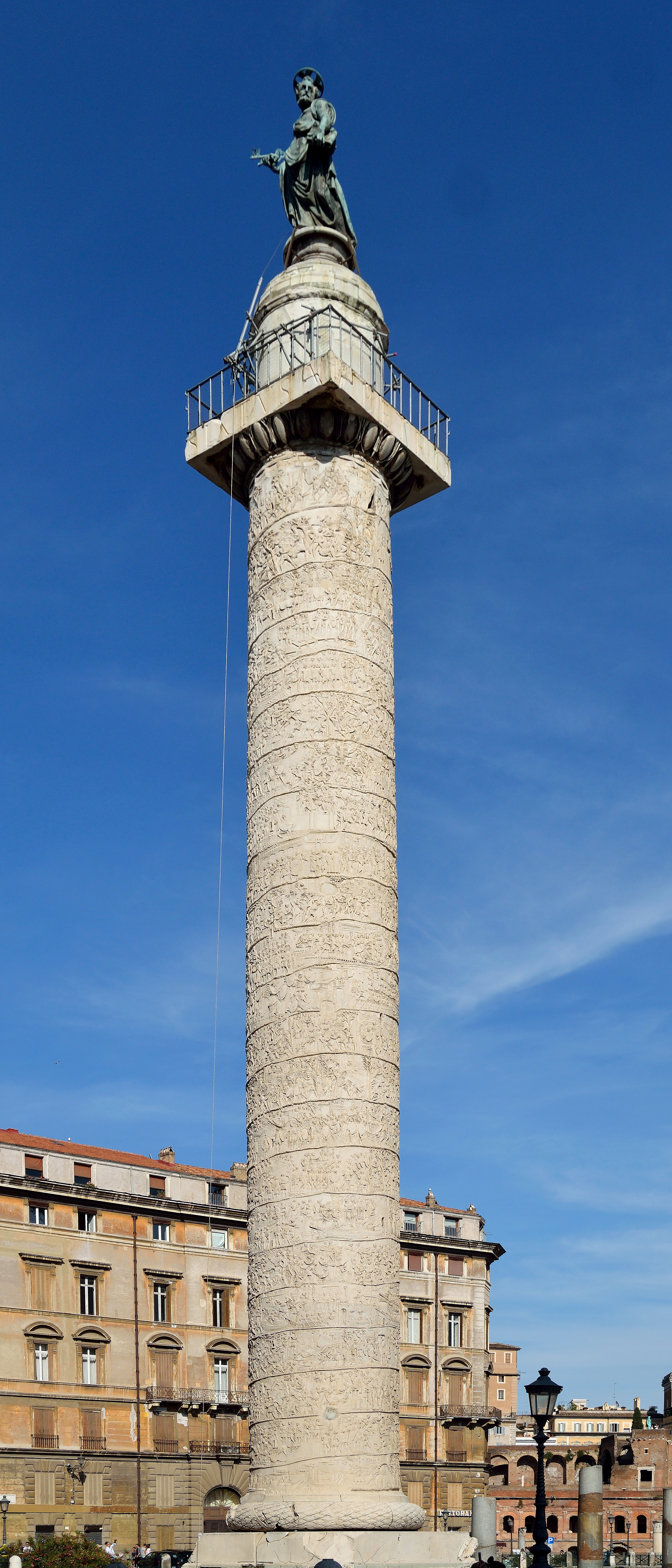
Kolumna Trajana w Rzymie

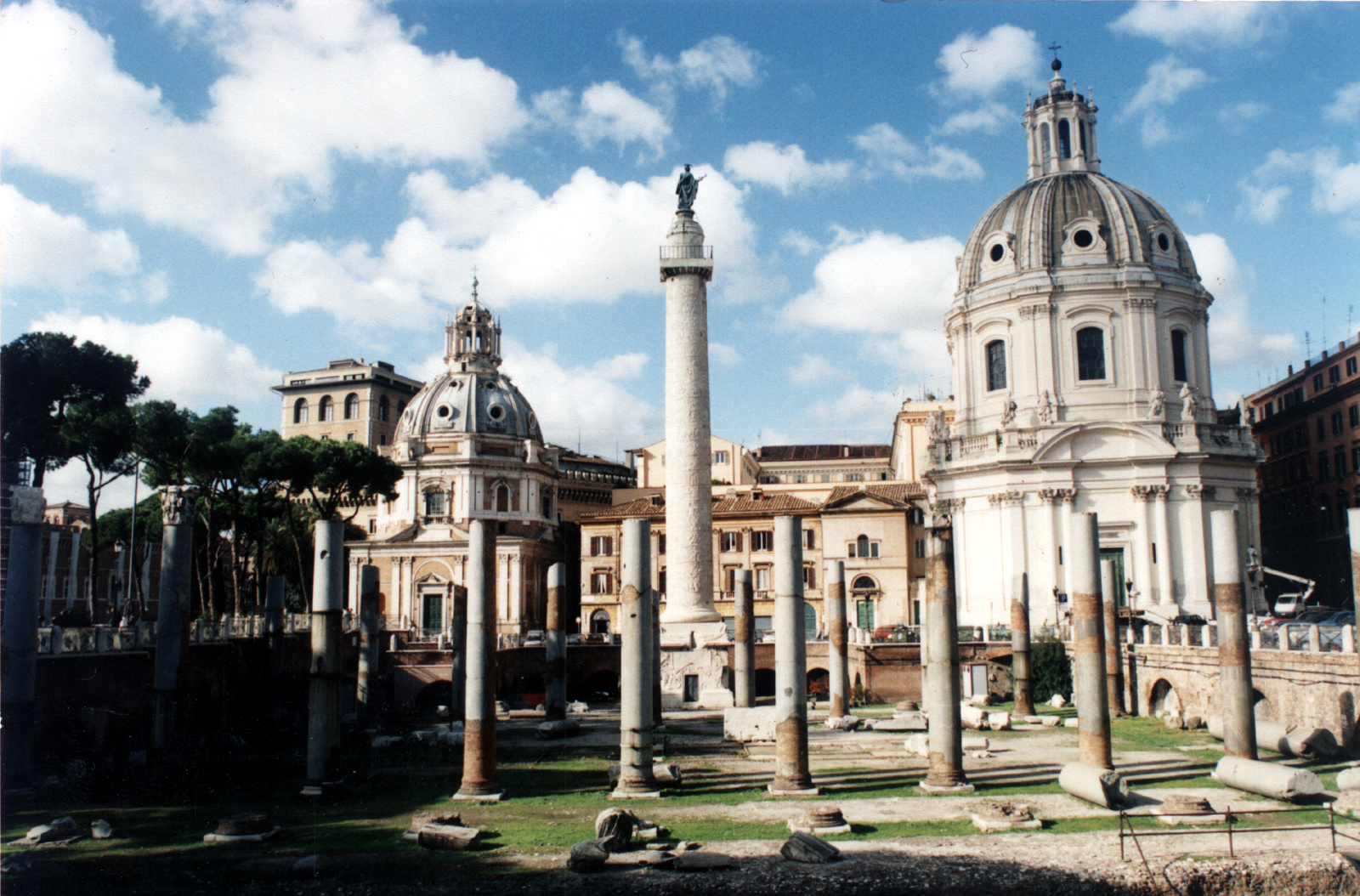
Forum Trajana w Rzymie

Trajan, Marek Ulpiusz Trajan (Marcus Ulpius Traianus; ur. 18 września 53 w Italice, zm. 9 sierpnia 117 w Selinusie) – cesarz rzymski od 27 stycznia 98 do swojej śmierci. Drugi z tzw. pięciu dobrych cesarzy.

## Życiorys
Wywodził się z rodziny italskiego pochodzenia, która osiedliła się w Italice w prowincji Hispania Baetica (dzisiejsza południowa Hiszpania). Był synem Marcusa Ulpiusa Trajanusa, rzymskiego dowódcy, którego cesarz Wespazjan uczynił konsulem i patrycjuszem, a później namiestnikiem Syrii w latach 73–77. Matka Trajana nazywała się Marcia i była siostrą żony cesarza Tytusa – Marcii Furnilli. Trajan miał siostrę – Ulpię Marcianę. Jego ojciec jako dowódca legionu brał udział w tłumieniu powstania w Palestynie, za co został patrycjuszem i konsulem, a następnie namiestnikiem Syrii, a potem Azji. Żoną Trajana była Plotyna (około 70–122/123).
Trajan był trybunem ludowym podczas rządów swego ojca w Syrii, później pełnił urząd kwestora i pretora, a następnie dowodził legionem w prowincji Hispania Tarraconensis. W 89 roku stanął po stronie cesarza Domicjana podczas buntu legionów germańskich dowodzonych przez Saturnina, za co został nagrodzony konsulatem w 91 roku. Spędził kilka lat w Rzymie, by potem zostać mianowany przez następcę Domicjana – Nerwę – dowódcą armii w prowincji Germania Superior i namiestnikiem Germanii.
W październiku 97 roku bezdzietny i niemłody już Nerwa, zmagający się dodatkowo z nieufnością i oporem ze strony armii, adoptował i dopuścił do współrządów Trajana – wtedy dowódcę najbliższej Rzymowi armii konsularnej. Nerwa swą decyzję ogłosił w świątyni Jowisza na Kapitolu, tuż po zwycięstwie rzymskim nad Dunajem. Informację o tym przekazał Trajanowi Hadrian, jego krewny. Senat zatwierdził wybór cesarza nadając adoptowanemu tytuł cezara. Trzy miesiące później pod koniec stycznia 98 roku Nerwa zmarł nagle, pozostawiając rządy w cesarstwie Trajanowi. Trajan był pierwszym cesarzem niepochodzącym z Italii.

### Jako cesarz
Śmierć Nerwy zastała Trajana w Germanii, gdzie pozostał jednak chwilowo, by umocnić obronę nad Renem i dopiero w 99 przybył do Rzymu. Prowadził politykę wyraźnie ekspansywną wyznaczając sobie za cel poszerzenie Cesarstwa Rzymskiego o tereny Dacji ze stolicą w Sarmizegethusie, bogate w kopalnie złota oraz tereny państwa partyjskiego, dysponującego dużymi zasobami kruszcowymi ze względu na handel prowadzony z Dalekim Wschodem. Wojna w Dacji (101–102, 105–106) zakończyła się zwycięstwem Trajana i utworzeniem nowej prowincji Dacja. Na wschodzie z kolei utworzono prowincję Arabii – teren zdobyty przez wodza Korneliusza Palmę, a po zwycięstwie nad Partami (113–115) przyłączono do Rzymu Armenię (114), Mezopotamię aż do Zatoki Perskiej i Adiabene (115). W związku z wybuchem powstania żydowskiego Trajan musiał jednak zrezygnować z dalszych podbojów, a zagarnięte na wschodzie tereny zostały po części zwrócone Partom przez Hadriana (Adiabene i Mezopotamia). Odtworzona Armenia natomiast pozostała pod wpływami Rzymu.
Prowadzona przez Trajana polityka wewnętrzna charakteryzowała się współpracą z senatem (o czym może świadczyć nadany mu w 114 tytuł Optimus princeps, „Najlepszy Cesarz” – Trajan jako jedyny został nim obdarzony) przy jednoczesnym umacnianiu własnej władzy. W późniejszych czasach, do nowo wybranego cesarza kierowano formułkę: „Sis felicior Augusto, melior Traiano” – bądź szczęśliwszy od Augusta, lepszy od Trajana.
Cesarz dbał również o rozwój prowincji, wznosząc tam znaczące budowle oraz nowe drogi i niejednokrotnie prowadząc korespondencję z namiestnikami. Zachowały się do naszych czasów listy namiestnika Bitynii Pliniusza Młodszego. Trajan zasłynął z rozbudowy i zmodernizowania Circus Maximus, obiektu z VI wieku przed narodzeniem Chrystusa. Jednym z najistotniejszych zabytków jego panowania jest rzymska kolumna Trajana, zaprojektowana przez Apollodora z Damaszku. Zbudował również Rzymianom nowe forum oraz zmodernizował port w Ostii. Za jego rządów Rzym stał się najwspanialszą metropolią świata. Trajan starał się także przeciwdziałać wyludnianiu Italii, między innymi zabraniając emigracji z niej i nakazując senatorom lokować w niej przynajmniej ⅛ majątku. W zakresie spraw społecznych cesarz dbał o stałość dostaw zboża dla ludności i stworzył system alimentacyjny mający na celu finansowanie wychowania sierot.
Trajan zmarł 9 sierpnia 117 u brzegów Cylicji podczas powrotu z kampanii przeciw Partom. Jego prochy pochowano u podstawy kolumny jego imienia w Rzymie.